# Vostè és aquí
Vostè és aquí és el vuitè àlbum (el setè d'estudi) del grup mallorquí Antònia Font. Va ser presentat en directe dia 14 de setembre de 2012 al Mercat de Música Viva de Vic, i llançat a la venda el dia 9 d'octubre del mateix any. Dia 18 de setembre, es presentà el primer single del disc: Per jo i tots els ciclistes.
L'àlbum conté 40 cançons diferents, moltes més que qualsevol altre àlbum del grup. El motiu és que la majoria de cançons són bastant més curtes que habitualment, una innovació en l'estil habitual. El disc, que representa un recorregut en metro on cada cançó n'és una parada, conté tres "recorreguts", AF1, AF2 i AF3, cada una amb un estil diferent.
Inicialment, el disc va ser tot un èxit, situant-se a la tercera posició d'àlbums més venuts d'Espanya la setmana del seu llançament. Tanmateix, va anar descendint progressivament, i l'última setmana de 2012 estava a la posició 91. Per part dels crítics, l'àlbum va obtenir generalment crítiques positives, la gran majoria alabant la seva originalitat i la qualitat de cançons com N'Angelina o Per jo i tots els ciclistes, però alhora criticant la "incompletesa" d'altres i l'absència de cançons emblemàtiques com les d'altres àlbums del grup.
La cançó Leyenda negra és l'única del disc que no està acreditada a Joan Miquel Oliver, la qual és una versió del tema del grup mallorquí Tots Sants que du el mateix títol. La lletra és de Xavier Ramis.

## Cançons
AF1
1. Sol de taronges
2. Per jo i tots es ciclistes
3. Sa casa des carboner
4. Poesies malversades
5. Nous partons pour la France
6. Blood, devastation, death, war and horror
7. A cada mà una maleta
8. S'alegria des conill
9. Vostè és aquí
10. Zoom
11. Punyeta món
12. Esperant assegut
13. Quinze quaranta
14. Aram
15. N'Angelina
AF2
16. Canta a sa dutxa mi niña
17. Camins de plàstic
18. Búnquers de plom a mitjanit
19. Leyenda negra
20. Abraçades són pastilles
21. Sentinella
22. Ballarines de ballet
23. Llops i balenes
24. Meduses
25. Per què vaig venir
26. A Metròpolis
27. Goril·les vestits
AF3
28. Un hiver à Majorque
29. Aquest
30. Off with his head
31. Jugam a ciclops
32. Fanfàrria
33. Neutrins
34. Serpentines esquinçades
35. Colors passant cristalls
36. Cartes de ramiro
37. Los devoró la selva
38. Son Bonet estava controlat
39. Santa Claus
40. Polaris

## Intèrprets
- Pau Debon: veu
- Joan Miquel Oliver: guitarres i cors
- Jaume Manresa: piano i teclats
- Joan Roca: Baix elèctric
- Pere Debon: Bateria
- Delfí Mulet: banjo a Camins de plàstic

## Crèdits
- Música i lletra: Joan Miquel Oliver
- Gravat a Tort 32 i Santa Clara per Joan Miquel Oliver
- Mesclat a Santa Clara i masteritzat a Swing per Toni Pastor
- Disseny gràfic: Carles Llull Verd
- Produït per Jaume Manresa i Joan Miquel Oliver
- Agraïments: Teatre de Porreres
- Edita: Robot Innocent Companyia Discogràfica